# Notocelia cynosbatella

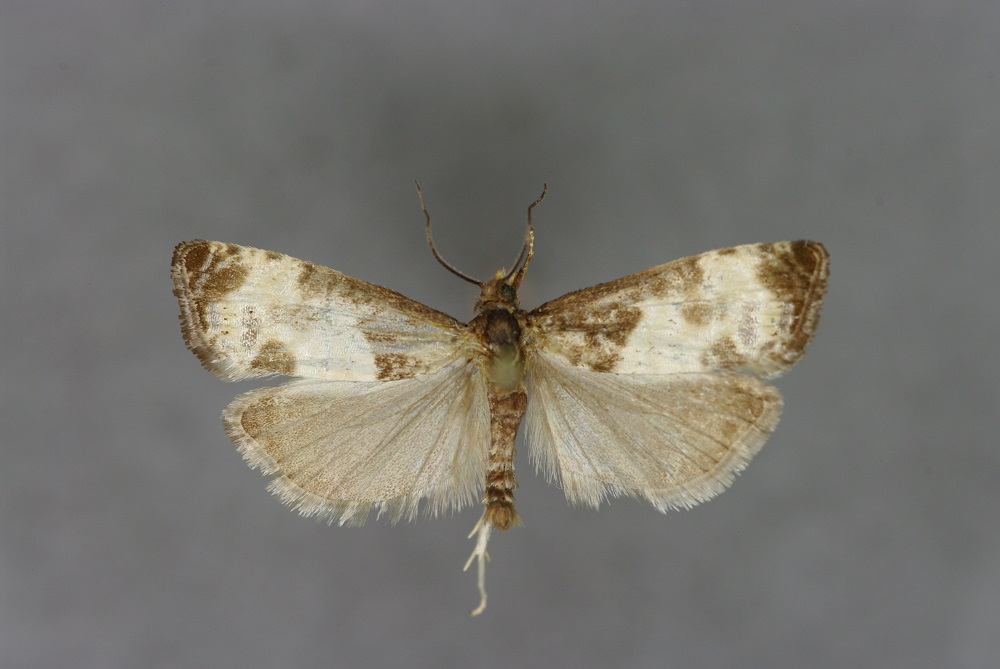
Präparat – gespannter Falter

Notocelia cynosbatella ist ein Schmetterling (Nachtfalter) aus der Familie der Wickler (Tortricidae).

## Merkmale
Notocelia cynosbatella besitzt eine Flügelspannweite von 16–22 mm. Die Vorderflügel besitzen eine blaugrau-braune Grundfärbung und sind im basalen Drittel sowie an den äußeren Flügelenden dunkel gemustert. Außerdem befindet sich ein blasser Fleck am äußeren hinteren Flügelrand. In Sitzstellung erscheint die hintere Hälfte der Schmetterlinge mit Ausnahme des hinteren Flügelrandes fast vollständig weiß. Ein Unterscheidungsmerkmal zu ähnlichen Wicklern bilden die gelben Labialpalpen.

## Verbreitung
Notocelia cynosbatella ist in der Paläarktis beheimatet. Die Art kommt in weiten Teilen Europas, einschließlich den Britischen Inseln, vor. Im Osten reicht das Vorkommen über Kleinasien bis in den Mittleren Osten (Iran) sowie über Zentralasien (Kasachstan) bis nach China und in die Mongolei. Die Art ist in Mitteleuropa recht häufig.

## Lebensweise
Der typische Lebensraum der Art bilden Heckenbiotope, Wälder und Gärten. Die Wirtspflanzen von Notocelia cynosbatella bilden in erster Linie Rosen (Rosa). Die Art bildet eine Generation pro Jahr. Die Schmetterlinge fliegen zwischen Ende April und Ende Juli, hauptsächlich in der Dämmerung und nachts. Die Raupen fressen an den Blütenknospen und jungen Trieben oder zwischen zwei zusammen gesponnenen Blättern. Neben Rosen dienen gelegentlich auch Pflanzen der Gattungen Rubus (darunter Brom- und Himbeeren), Pyrus (Birnen), Malus (Äpfel), Prunus, Cydonia (Quitte), Myrica, Carpinus (Hainbuchen) und Quercus (Eichen) als Raupennahrungspflanze.
Die Raupen von Notocelia cynosbatella können durch ihren Fraß an den Blütenknospen  Schäden an Rosenpflanzungen anrichten.